# Эктодерма

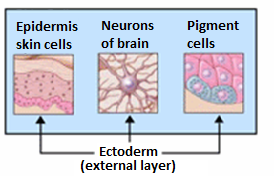

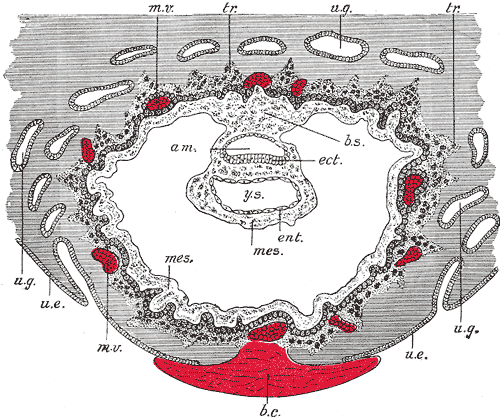
Разрез зародыша млекопитающего в децидуальной оболочке матки

Эктоде́рма (от др.-греч. ἔκτος «наружный» + δέρμα «кожа») — наружный зародышевый листок эмбриона на ранних стадиях развития. Также есть средний зародышевый листок — мезодерма и самый удаленный от эктодермы зародышевый листок — энтодерма.
В зародыше эктодерма образуется одновременно с энтодермой и формируется из внешнего слоя зародышевых клеток. Эктодерма формирует нервную систему (у позвоночных: спинной мозг, периферические нервы и головной мозг), зубную эмаль и эпидермис (кожный эпителий). Также он образует органы чувств, эпителий переднего и заднего отделов пищеварительной системы.
У позвоночных эктодерма состоит из трёх частей: из внешней эктодермы, нервного гребня и нервной трубки. Нервный гребень и нервная трубка также известны как нейроэктодерма. Образуется из гаструлы на этапе нейруляции. Зародыш на этой стадии носит название «нейрула».